# Bonita Ely
Bonita Ely (* 1946 in Mildura) ist eine australische Environment-Künstlerin.

## Leben und Werk
Bonita Ely ist Gründungsmitglied des Environmental Research Institute of Art (ERIA) und Leiterin der Abteilung Skulptur, Performance und Installation an der University of New South Wales. Ely beschäftigt sich seit einigen Jahrzehnten mit der Zerstörung der Umwelt. Dabei interessiert sie sich nicht nur für ökologische, sondern auch für soziale, politische und kulturelle Zusammenhänge.
Ihre ersten wichtigen Ausstellungen bespielte sie in London (1972) und auf der Mildura Sculpture Trienniale (1975). Ely stellt Skulpturen, Fotografien, Malereien, Videos, Soundarbeiten und Zeichnungen aus. 2017 war sie Teilnehmerin der documenta 14.
Die Fotodokumentation The Murray River Project (1977) ist ein Beispiel für die Auseinandersetzung Elys mit ökologischen Fragen.